# Ваккаро, Андреа
Андреа Ваккаро (итал. Andrea Vaccaro; крещён 8 мая 1604, Неаполь — 18 января 1670, там же) — итальянский художник эпохи барокко, один из значительных представителей Неаполитанской школы живописи семнадцатого века. Выдающийся живописец исторического жанра.

## Биография
Родился в семье юриста Пьетро Баккаро и Джоанны ди Глаузо. Ваккаро сначала занялся изучением литературы. Затем он обратился к искусству.
Первоначально находился под влиянием Караваджо, в частности, в использовании им эффектов светотени и натуралистическом изображении фигур. С 1630 года он также черпал вдохновение в работах таких художников, как Гвидо Рени, Антонис ван Дейк и Пьетро Новелли.
Благодаря большому успеху, которого он добился в жизни, многие его работы были экспортированы в Испанию, где в настоящее время находится большая их часть. Создал стиль, соединивший композицию и форму болоньезе со страстным колоритом неаполитанцев. Был одним из самых выдающихся художников Неаполя XVII века. Написал множество религиозных полотен.
Его сын — живописец Никола Ваккаро (1640—1709).
Среди его лучших работ — «Моющаяся Сусанна» в Венской галерее. В Эрмитаже есть образец его работы: «Кающаяся Магдалина».

## Галерея

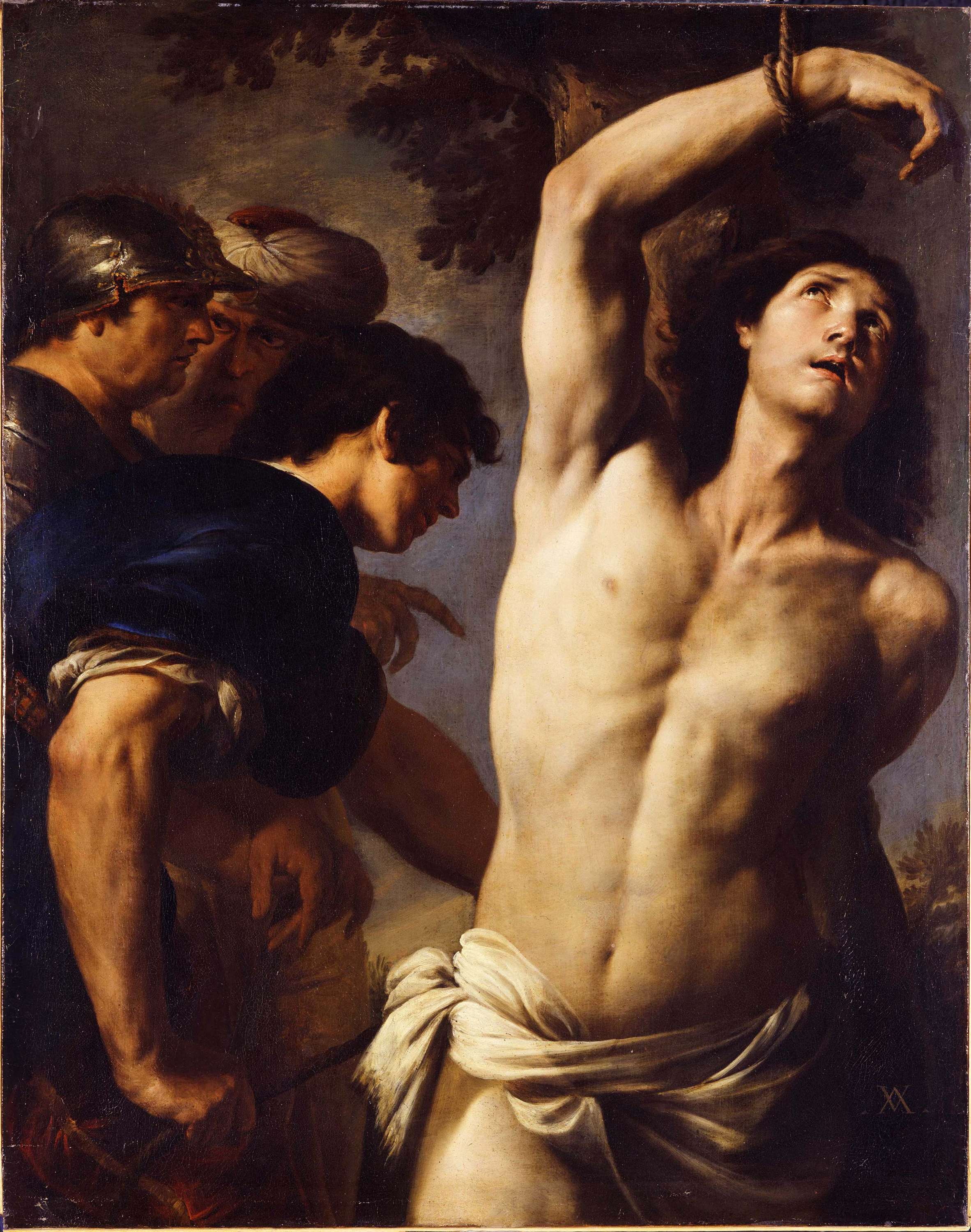
Муки святого Себастьяна (около 1640)
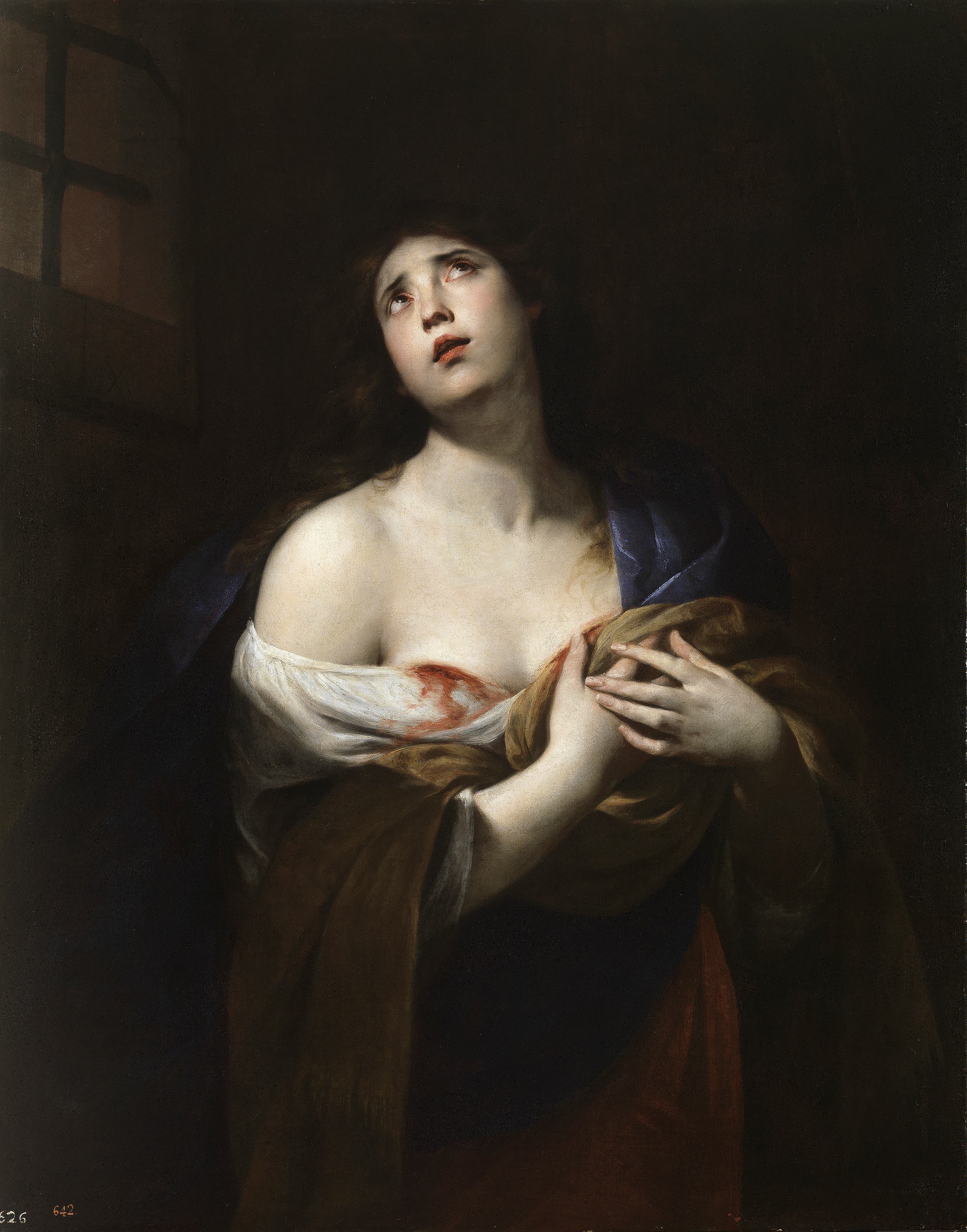
Святая Агата (около 1635)
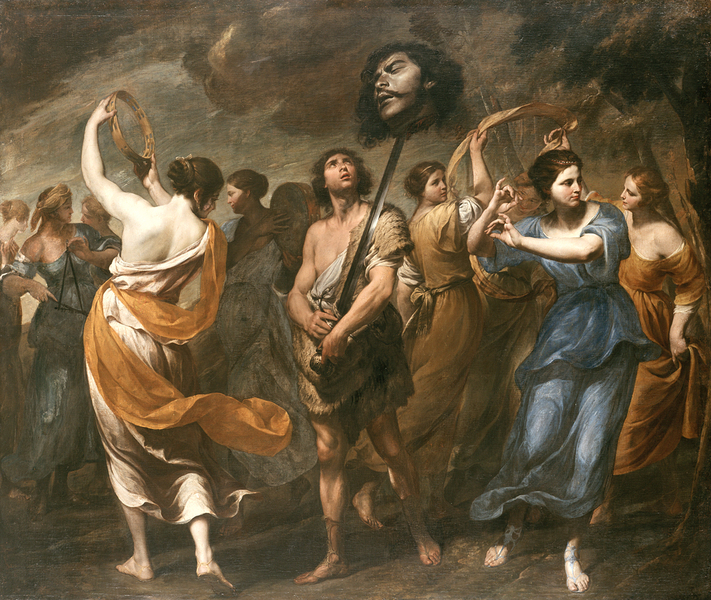
Триумф Давида
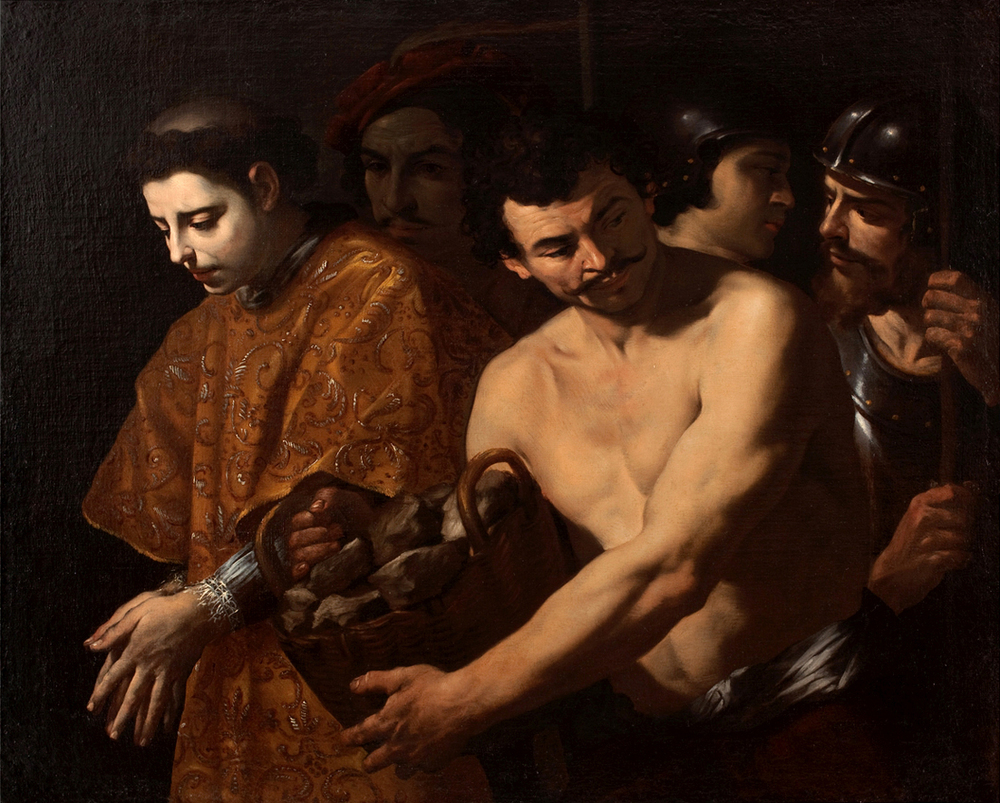
Святой Стефан отправляется на мученическую смерть
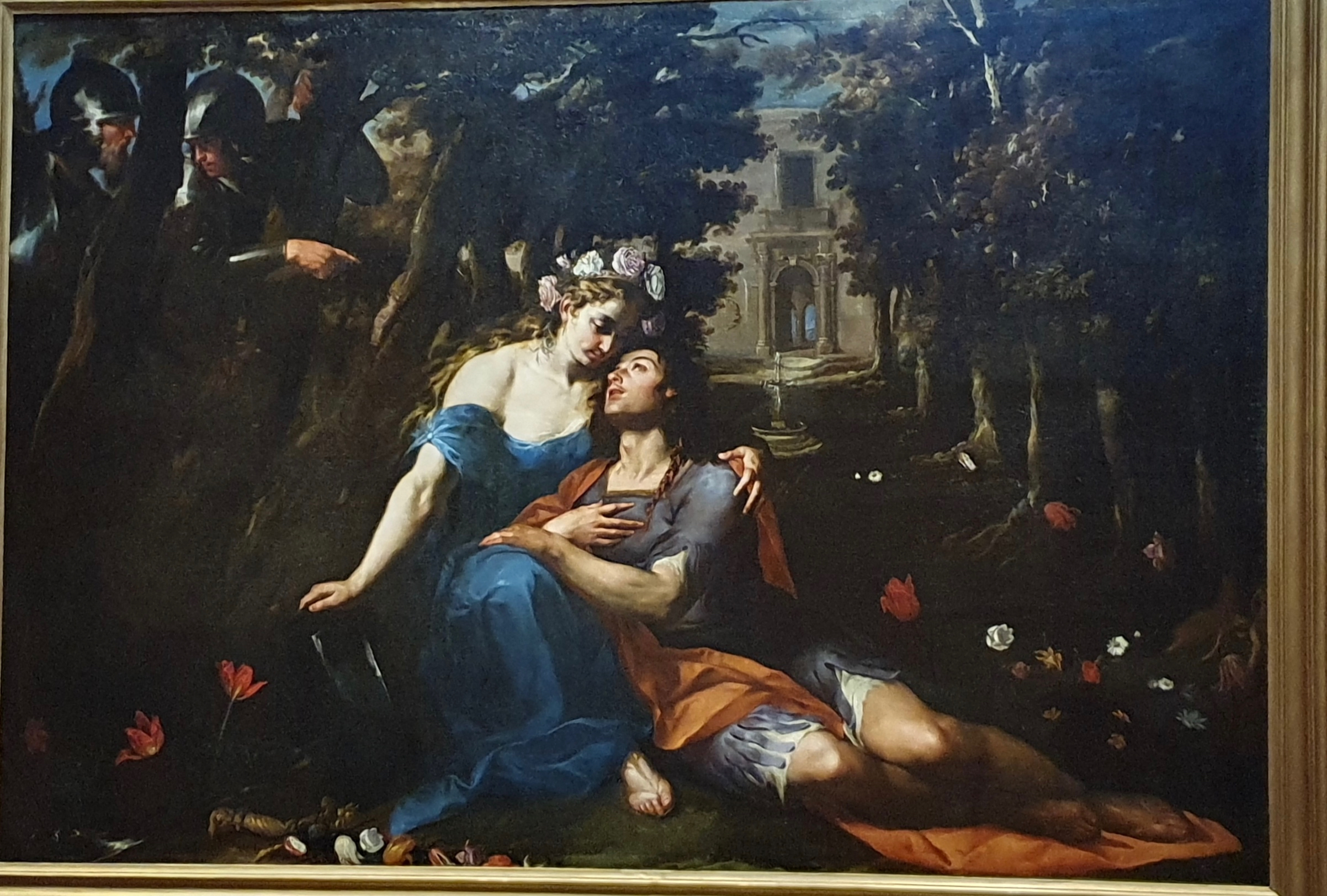
Ринальдо и Артемида
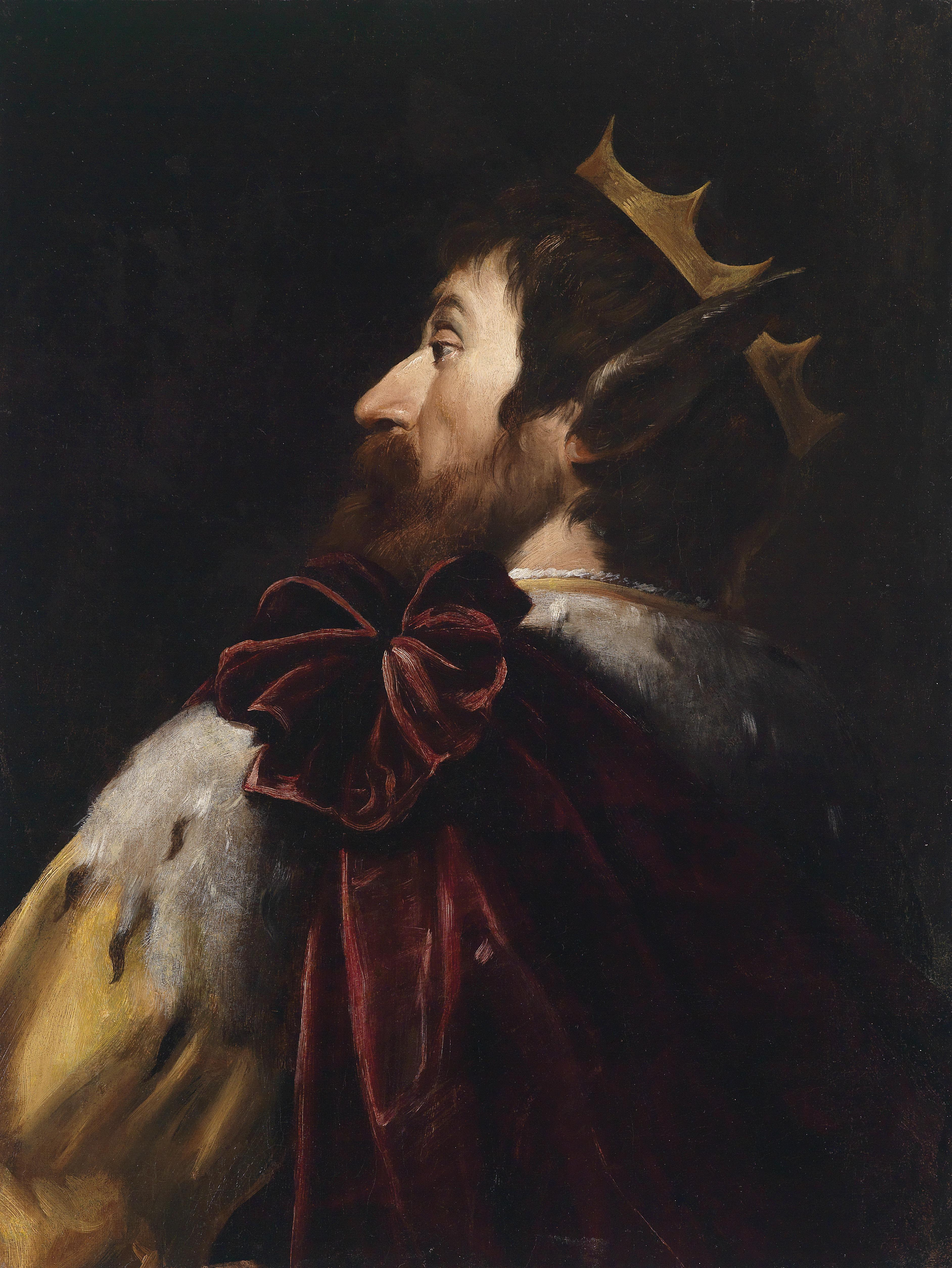
Царь Мидас